# Chepe González
José Jaime González Pico (født 28. juli 1968 i Sogamoso), også kendt som Chepe González, er en tidligere colombiansk landevejscykelrytter. Han vandt etaper i Tour de France og Giro d'Italia. Han vandt også Vuelta a Colombia i 1994 og 1995.